# Septfontaines
Septfontaines (luxembourgsk: Simmer, tysk: Simmern) er en kommune og et byområde i storhertugdømmet Luxembourg. Kommunen, som har et areal på 14,96 km², ligger i kantonen Capellen i distriktet Luxembourg. I 2005 havde kommunen 789 indbyggere. 
49°42′01″N 5°57′57″Ø / 49.700278°N 5.965833°Ø